# 의정부역
의정부역(議政府驛, Uijeongbu station)은 대한민국 경기도 의정부시 의정부동에 있는 경원선 상 수도권 전철 1호선의 전철역이며 교외선의 철도역이다. 심야에 2편성이 주박한다.

## 연혁

### 전철 개통 전
- 1911년 10월 15일 : 보통역으로 영업 개시[1]
- 1950년 6월 30일 : 한국 전쟁으로 인해 역사 소실
- 1966년 8월 4일 : 역사 신축 준공
- 1971년 9월 10일 : 무연탄 화물 도착역 지정[2]

### 전철 개통 후
- 1986년 9월 2일 : 수도권 전철 1호선 운행 개시, 동시에 신역사 영업 개시
- 2004년 4월 1일 : 교외선 운행 중지
- 2005년 12월 21일 : 동묘앞역 개통으로 1호선 역번호가 111에서 110으로 변경
- 2006년 5월 1일 : 소화물 취급 중지
- 2006년 12월 15일 : 수도권 전철 1호선 가능 ~ 소요산 연장 구간 개통에 따라서 일반열차 취급 중지, 또한 이 역 소속의 임시역이었던 의정부북부역이 가능역으로 분리 독립
- 2009년 10월 31일 : 화물 취급 중지[3]
- 2009년 12월 1일 : 철도승차권 단말기 철거
- 2012년 1월 18일 : 민자역사 영업 개시
- 2014년 7월 4일 : 스크린도어 설치 완료 (4번홈 제외)
- 2014년 8월 1일 : 평화열차(DMZ train) 운행 개시
- 2019년 4월 1일 : 평화열차(DMZ train) 운행 중지
- 2025년 1월 11일 : 교외선 구간 개통

## 개요
이 역에서 교외선이 분기한다. 심야에 수도권 전철 1호선 2편성이 주박한다. 해당 수도권 전철 1호선 1편성은 다음 날 새벽에 양주역으로 회송하여 운행을 시작한다. 2020년 3월부터 경부선 개편으로 인해 의정부발 서동탄행 열차가 추가되어 2023년 기준 2회 운행하고 있다. 반대로 서동탄발 의정부행 열차는 없다.

## 역 구조
1(인천 방향)·3번(소요산 방향) 승강장이 본선으로 설정되어 있다. 2번 승강장(인천 방향)은 소요산 연장 개통 이전에 의정부북부역(現.가능역) 시절에는 본선이었으나 이후에는 1번 승강장(인천 방향)으로 변경되었으며, 인천행(대부분 구로행, 광운대역행)의 시·종착 및 급행열차 대피 승강장으로 활용된다. 4번(소요산 방향) 승강장은 급행열차 대피시 사용한다. 5·6번 승강장은 2006년 12월 14일까지 통근열차 승강장이었고, 이후 임시 관광열차용으로 활용되다가 2014년 8월 1일부터 평화열차 승강장으로 사용하였으며, 2019년 4월 1일부터 평화열차 운행중지로 1부 특별 열차를 제외하고는 미사용 상태이다. 출입구는 8개다.
{\displaystyle }

### 승강장
2면 4선의 쌍섬식 승강장을 갖춘 지상역이며, 1번~3번(1·2번(인천 방향), 3번(소요산 방향)) 승강장에만 반밀폐형 스크린도어가 설치되어 있다. 추후 GTX-C 승강장 전용으로 확장 될 예정이다.
| ↑회룡 (1호선) / 송추 (교외선) |
| \| １２ \| ３４ \| ５６ \|    |
| 가능↓                         |

| 1~2 | ● 수도권 전철 1호선 | 광운대 · 서울역 · 구로 · 인천 · 수원 · 서동탄 방면 |
| 3~4 | ● 수도권 전철 1호선 | 양주 · 덕정 · 동두천 · 연천 방면                   |
| 5~6 | 교외선              | 일영 · 대곡 방면                                   |

## 역 주변
- 경민대학교
- 의정부경전철 경전철의정부역
- 경기도의료원 의정부병원
- 경기북부권역응급의료센터
- 경기북부상공회의소
- 경기북부소방재난본부
- 경기북부한국부동산원
- 국민건강보험공단 의정부지사
- 근로복지공단 의정부지사
- 고용노동부 의정부고용지원센터
- 의정부경찰서
- 의정부로데오거리
- 의정부세무서
- 의정부소방서
- 의정부시의회
- 의정부시청
- 의정부청소년회관
- 의정부예술의전당
- 의정부정보도서관
- 직동근린공원
- NH농협은행 의정부역지점
- NH 양주축산농협
- 의정부서초등학교
- 다온중학교
- 청소년 문화의 집
- 의정부2동행정복지센터
- KT 의정부지점
- 신세계백화점 의정부점
  - 영풍문고 의정부점
  - CGV 의정부

## 사진

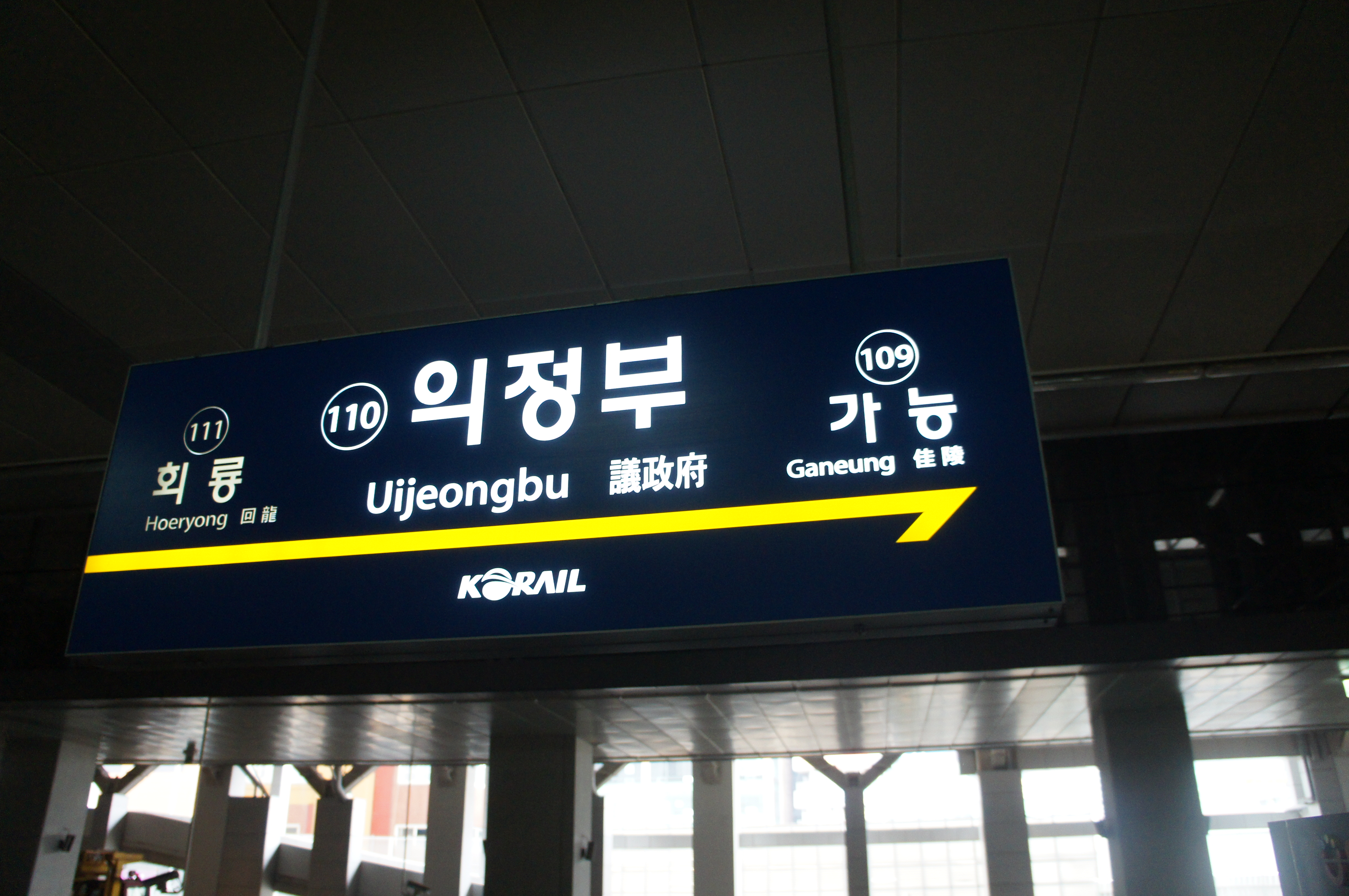
의정부역 1
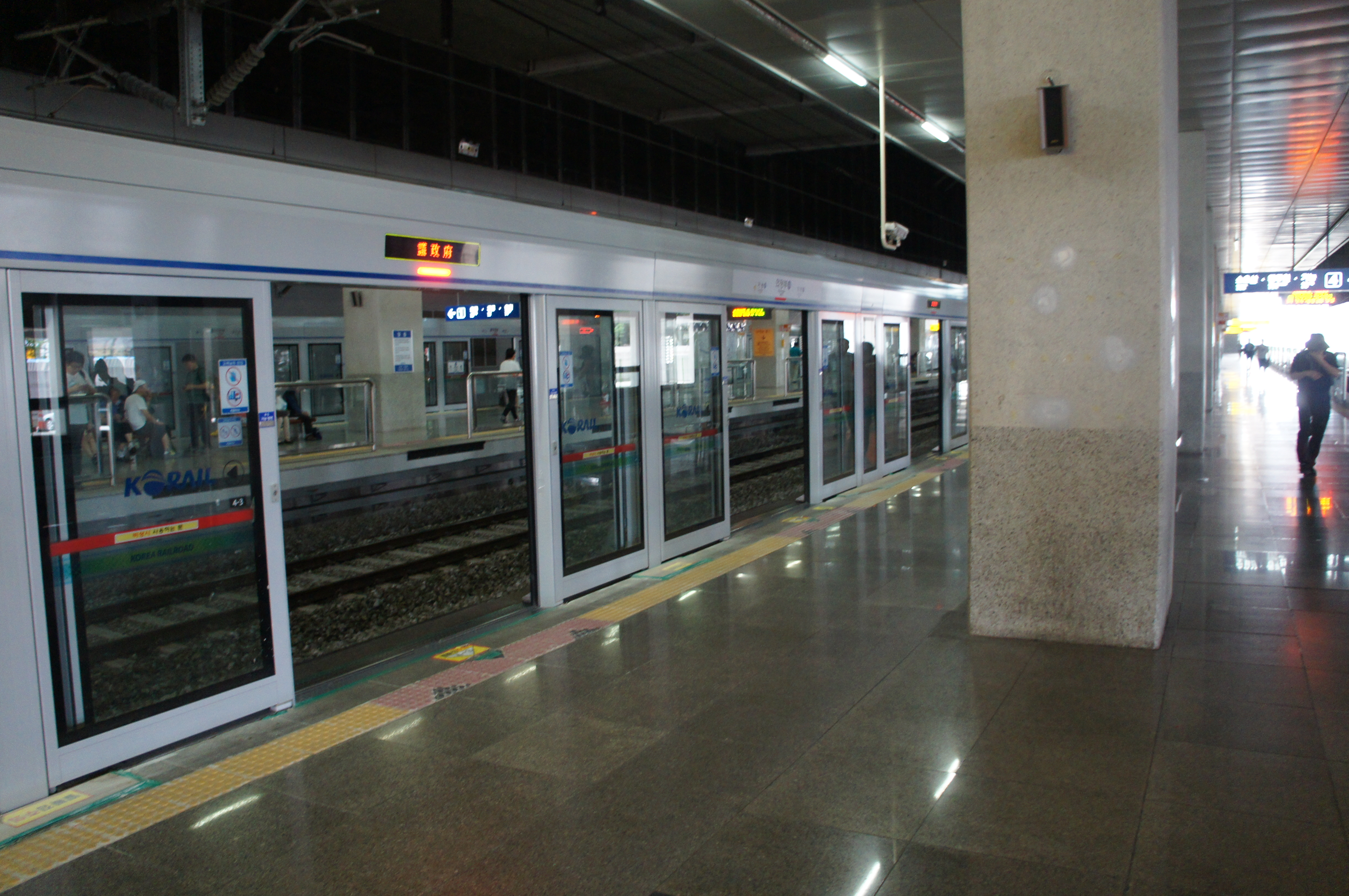
의정부역 2
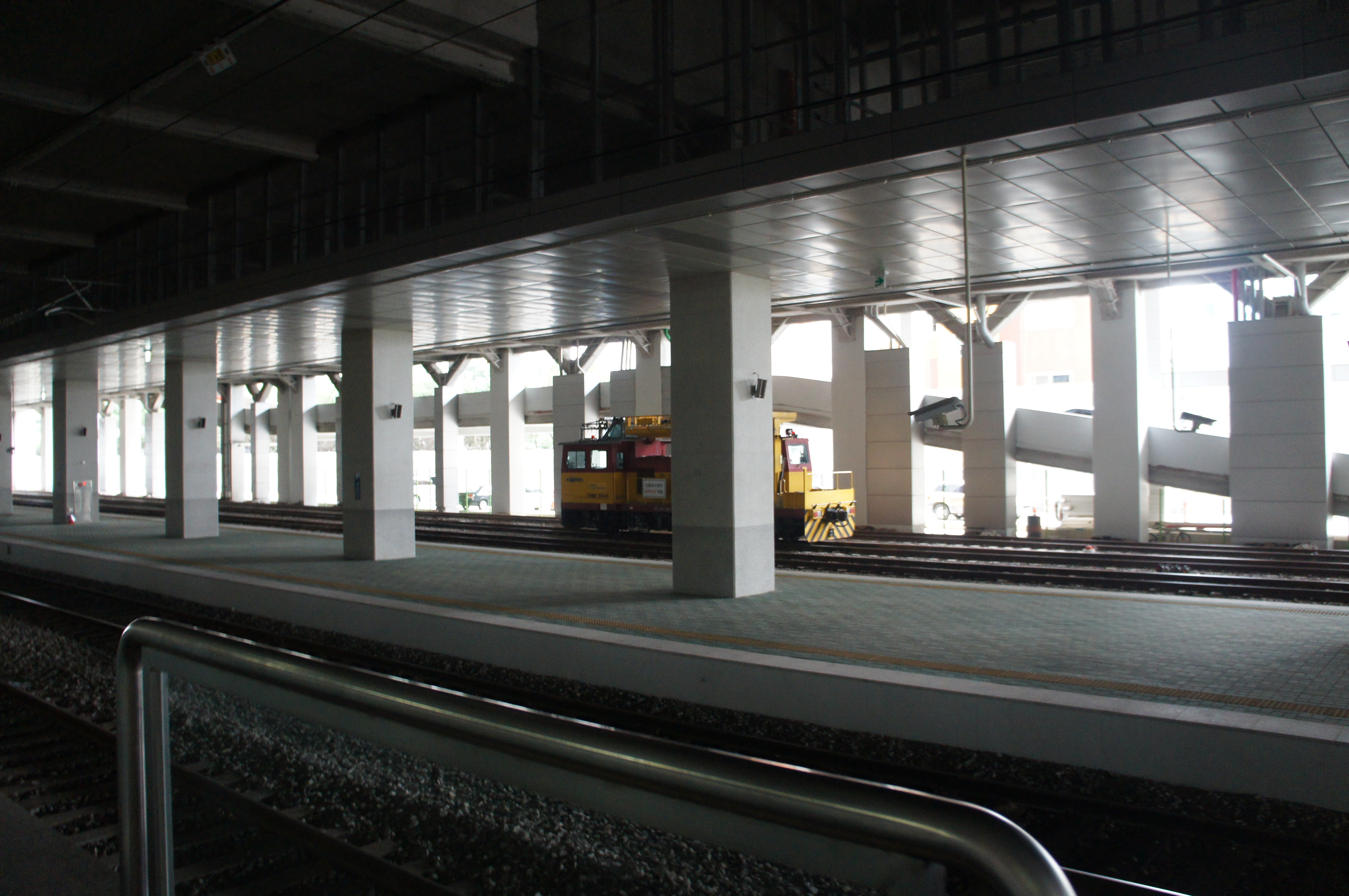
의정부역 3
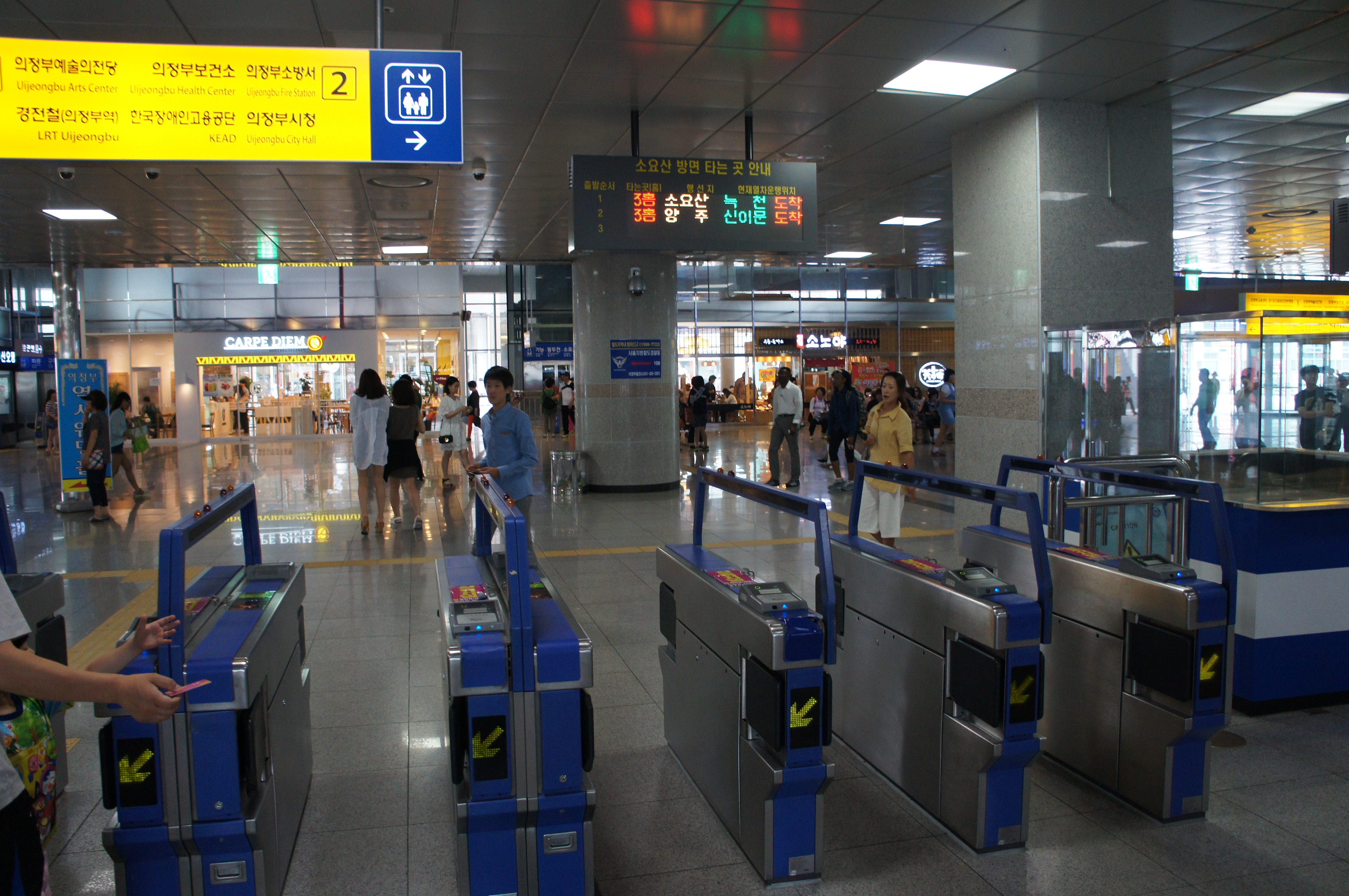
의정부역 4

## 이용객 변동
| 노선  | 노선 | 일평균 인원수 (명/일) | 일평균 인원수 (명/일) | 일평균 인원수 (명/일) | 일평균 인원수 (명/일) | 일평균 인원수 (명/일) | 일평균 인원수 (명/일) | 일평균 인원수 (명/일) | 일평균 인원수 (명/일) | 일평균 인원수 (명/일) | 일평균 인원수 (명/일) | 각주                  | 각주                  | 각주  |
| 노선  | 노선 | 2000년                | 2001년                | 2002년                | 2003년                | 2004년                | 2005년                | 2006년                | 2007년                | 2008년                | 2009년                | 각주                  | 각주                  | 각주  |
| ----- | ---- | --------------------- | --------------------- | --------------------- | --------------------- | --------------------- | --------------------- | --------------------- | --------------------- | --------------------- | --------------------- | --------------------- | --------------------- | ----- |
| 1호선 | 승차 | 17,091                | 46,691                | 47,854                | 46,354                | 22,470                | 21,632                | 21,362                | 20,126                | 21,438                | 21,351                | [ 5 ]                 | [ 5 ]                 | [ 5 ] |
| 1호선 | 하차 | 12,760                | 24,208                | 25,311                | 25,955                | 23,030                | 22,978                | 22,834                | 21,917                | 22,902                | 22,570                | [ 5 ]                 | [ 5 ]                 | [ 5 ] |
| 노선  | 노선 | 일평균 인원수 (명/일) | 일평균 인원수 (명/일) | 일평균 인원수 (명/일) | 일평균 인원수 (명/일) | 일평균 인원수 (명/일) | 일평균 인원수 (명/일) | 일평균 인원수 (명/일) | 일평균 인원수 (명/일) | 일평균 인원수 (명/일) | 일평균 인원수 (명/일) | 일평균 인원수 (명/일) | 일평균 인원수 (명/일) | 각주  |
| 노선  | 노선 | 2010년                | 2011년                | 2012년                | 2013년                | 2014년                | 2015년                | 2016년                | 2017년                | 2018년                | 2019년                | 2020년                | 2021년                | 각주  |
| 1호선 | 승차 | 21,475                | 22,023                | 24,307                | 24,356                | 24,703                | 23,595                | 23,025                | 22,071                | 21,615                | 13,357                | 15,468                | 15,731                | [ 5 ] |
| 1호선 | 하차 | 22,510                | 23,151                | 25,537                | 25,695                | 26,083                | 24,901                | 24,248                | 23,315                | 22,763                | 12,937                | 16,140                | 16,291                | [ 5 ] |

## 인접한 역
| 경원선               | 경원선                               | 경원선                         |
| -------------------- | ------------------------------------ | ------------------------------ |
| 109 가능 연천 방면   | ● 수도권 전철 1호선 경원-경인선 완행 | 111 회룡 인천 방면             |
| 시·종착역            | ● 수도권 전철 1호선 경부선 완행      | 111 회룡 서동탄 방면           |
| 107 양주 동두천 방면 | ● 수도권 전철 1호선 경원선 급행      | 111 회룡 인천 방면 광운대 방면 |
| 교외선               |                                      |                                |
| 송추 대곡 방면       | 무궁화호 교외선                      | 시·종착역                      |